# Bandera del Lloar
La bandera oficial del Lloar té la següent descripció:
Bandera apaïsada, de proporcions dos d'alt per tres de llarg, bicolor horitzontal groc i blau clar, amb l'espasa de fulla flamejada vermella i l'empunyadura blau clar i la punta a dalt, d'alçària 2/5 de la del drap i d'amplària 1/15 de la llargària del mateix drap, situada a 1/20 de la vora superior i a 1/6 de la de l'asta.
El Plenari de l'ajuntament del Lloar en data de 26 de gener de 2008 va acordar presentar una proposta de bandera municipal a la Direcció General d'Administració Local, la qual fou publicada en el DOGC el 20 d'agost del mateix any amb el número 5198. Va ser finalment aprovada el 26 de juliol de 2010 i publicada en el DOGC el 6 d'agost del mateix any amb el número 5687.